# 하이리 나자로바
하이리 나자로바(타지크어: Хайрӣ Назарова, 1923년 10월 13일 ~ 2020년 5월 10일)는 소련, 타지키스탄의 배우이다.